# Siegfried Ortmann
Siegfried Ortmann (* 17. Januar 1937 in Ruhla, Thüringen; † 17. Januar 2023 in München, Bayern) war ein deutscher Bogenschütze.
Ortmann nahm an den Olympischen Spielen 1972 in München teil und beendete den Wettkampf auf Rang 14. Sein Heimatverein waren die Königlich Private Freihandschützen 1459. Später wechselte der vielfache deutsche Meister und Weltmeisterschaftsteilnehmer zum TSV Waldtrudering.